# Luciano Carchesio
Luciano Carchesio (7 gennaio 1961) è un ex siepista italiano.

## Palmarès
| Anno | Manifestazione    | Sede      | Evento         | Risultato | Prestazione | Note |
| ---- | ----------------- | --------- | -------------- | --------- | ----------- | ---- |
| 1979 | Europei juniores  | Bydgoszcz | 3000 m siepi   | 15º       | 8'42"15     |      |
| 1982 | Europei           | Atene     | 3000 m siepi   | Batteria  | 8'50"35     |      |
| 1986 | Mondiali di cross | Colombier | Corsa seniores | 198º      | 38'41"1     |      |
| 1986 | Mondiali di cross | Colombier | A squadre      | 5º        | 256 p.      |      |

## Campionati nazionali
1981
- Bronzo ai campionati italiani assoluti indoor, 3000 m piani - 8'07"55

1982
- Oro ai campionati italiani assoluti, 3000 m siepi - 8'35"83

1984
- Argento ai campionati italiani assoluti, 3000 m siepi - 8'41"37

1986
- 8º ai campionati italiani di corsa campestre - 35'28"9

1987
- 10º ai campionati italiani di corsa campestre - 32'48"6

## Altre competizioni internazionali[1]
1982
- 10º al Golden Gala ( Roma), 3000 m piani - 8'13"99
- 9º al Campaccio ( San Giorgio su Legnano) - 34'20"

1984
- 11º al Golden Gala ( Roma), 3000 m piani - 8'00"29

1986
- 6º al Cross di Alà dei Sardi ( Alà dei Sardi) - 35'24"9
- Oro ai Mondiali militari di corsa campestre ( Algeri) - 14'36"8

1987
- 10º alla Roma-Ostia ( Roma) - 1h04'02"
- Oro ai Mondiali militari di corsa campestre ( Rio de Janeiro)